# Diocèse de Shendam
Le diocèse de Shendam, au Nigeria, est un diocèse suffragant de l’archidiocèse de Jos, érigé le 2 juin 2007 par Benoît XVI à partir de territoire de ce même archidiocèse. Le pape a nommé premier évêque de Shendam Mgr James Naanman Daman, O.S.A., jusqu’alors évêque du diocèse de Jalingo.

## Histoire
Bien que diocèse d'érection récente, Shendam est le premier lieu de mission catholique au nord des rivières Niger et Benue. Le 12 février 2007, on a fêté le centenaire de la fondation de l'église en ce lieu.

### Les premiers missionnaires
Les trois premiers missionnaires, Oswald Waller (1866-1939) (français), Ernest Belin (1881-1907) (français) et Joseph Mouren (1882-1975)  (hollandais), étaient membres de la Société des missions africaines (SMA) de Lyon (France). Débarqués à Burutu dans l'estuaire du Niger (Lagos n'avait alors pas de port pour accueillir les navires) le 4 décembre 1906, ils remontèrent le Niger vers Asaba où se trouvait Mgr Carlo Zappa (1861-1917), alors responsable de l'Église catholique dans le Haut-Niger, et qui était justement en tournée lors de leur arrivée : ils l'attendirent donc deux semaines avant de recevoir leur destination. De fait, cela peut sembler étrange, mais à leur départ de France, le 26 octobre 1906, les trois prêtres n'avaient qu'une vague idée du lieu où ils seraient envoyés, car les termes de leur mandat étaient les suivants : fonder une mission quelque part entre la rive droite du Benue et la rive gauche du Niger. 
Mgr Zappa les adressa à l'administrateur colonial britannique de la province de Muri, le capitaine Fitzherbert Ruxton (1873-1954), installé à Ibi sur le Benue. Après diverses péripéties dues entre autres au niveau bas des rivières pendant la saison sèche, ils rencontrèrent Ruxton à Amar, et celui-ci leur suggéra de s'installer à Shendam.

### Arrivée à Shendam
Ils arrivent donc à Shendam le 12 février, et commencent par loger dans les huttes des habitants. Ils doivent s'affronter à la langue, ne possédant ni le haoussa ni le goemai. Ils se firent à tous les métiers pour approcher la vie des habitants. Avant 1909, plusieurs missionnaires meurent des fièvres : Belin, en six mois ; Schumacher, venu le relever, tient 18 mois avant de mourir ; Mouren, gravement malade à six reprises, finit par regagner l'Europe. Dans la même période, ils ne célèbrent que deux baptêmes, dans la nuit de Noël 1808, et encore il ne s'agit que de garçons qu'ils ont rachetés de l'esclavage ; ce n'est qu'en 1914 qu'ils célèbrent un mariage chrétien.
Sans attendre les résultats, deux autres prêtres, Adolphe Rousselet (1868-1936) et Théophile Boulanger, arrivaient de France. Avant la fin de 1909 ; s'y ajoutaient deux autres : Alphonse Schahl (1884-1969) et Georges Fischer (1885-????) ; Charles Monpoint en 1912 ; Eugène Sirlinger (1887-1978) et Donat Schelcher (1888?-1919) en 1913. Sirlinger serait ensuite célèbre pour avoir traduit des catéchismes et des histoires bibliques en plusieurs langues, y compris en goemai. C'est aussi lui qui fonde la première école à Shendam. Troisième vie offerte dans ces premières années, Schelcher meurt en 1919 à Demshin.

### Temps de croissance
En 1911, Shendam est séparé d'Asaba pour devenir le chef-lieu de la nouvelle préfecture du Nigeria oriental. Oswald Waller, le seul survivant du groupe des pionniers, est nommé Préfet apostolique par Rome, pour une préfecture de près de 200 000 km2 avec seulement deux missions : Shendam et Demshin. En juillet 1911, il envisage la fondation d'une mission dans la région de Bauchi, mais le manque d'ouvriers pour la moisson se fait sentir, et ce n'est qu'en 1918 qu'il se rend à Jos et à Kano où on lui réclame l'ouverture d'une chapelle, et ce n'est qu'en 1921 qu'on ouvre une église toute simple à Jos et qu'en 1922 que commencent les travaux pour celle de Kano. Son rayonnement à cette époque s'étend cependant jusqu'à Zinder (actuellement au Niger).
Avec l'arrivée du chemin de fer dans la région, le travail des quatre prêtres chargés de quasiment tout le nord-est du Nigeria devient à la fois plus aisé et plus exigeant : à chaque gare, une petite communauté s'installe, et les prêtres les visitent tour à tour, restant quelquefois deux mois d'affilée sur place pour célébrer mariages et baptêmes, en plus de la messe et des confessions. Ainsi à Jos, Ropp, Makurdi, Lafia, Mada, Gudi, Jagindi ou Kafanchan.
Mgr Waller s'en alla en 1925 après l'inauguration de l'église de Kano, pour raisons de santé. Avec lui, il faut citer :
- Berengario Cermenati (1874-1942) qui célébra le premier la messe à Minna, Zungeru, Kaduna ou Zaria en 1911 ;
- Patrick O'Connell qui serait le premier prêtre résident à Zaria en 1921 ;
- Paul Emecete, ordonné pour le Vicariat apostolique du Nigeria-Occidental en 1920, premier prêtre nigérian du XXe siècle.

### Temps de la moisson
En 1929, la partie de la Préfecture apostolique du Nigeria occidental (dirigée depuis Asaba) située au Nord du Niger est associée à la préfecture de Waller pour former la Préfecture du Nigeria septentrional avec à sa tête Mgr Francis O'Rourke (1882-1938), nommé préfet apostolique. De lui dépendaient trois missions : Shendam, Kano et Zaria, avec six prêtres. 
En 1934, cet immense territoire est réparti en préfectures autour de Jos et Kaduna avec pour responsables respectifs Monseigneur William Lumley (????-1962) et Monseigneur Thomas Hughes (1891-1957). De Jos dépendent alors quatre stations : Jos, Shendam, Udei et Kwande desservis par neuf prêtres, pour un total de vingt-quatre secondaires. À Kaduna sont rattachés Kaduna, Kano, Zaria, et Minna avec huit prêtres pour seize stations secondaires. Jos et Kaduna deviennent diocèses en 1953, pour Jos avec comme évêque Mgr John Reddington (1910-1994) et pour Kaduna Mgr John MacCarthy (1902-1975).
Vers 1960, Jos possède onze missions centrales, un petit séminaire, deux écoles normales de formation d'instituteurs, trois écoles secondaires, et deux hôpitaux; tandis que Kaduna possède quinze missions centrales, quatre écoles normales, cinq écoles secondaires et deux hôpitaux. Jos est érigé en archidiocèse en 1994, avec Mgr Gabriel Ganaka comme premier archevêque, succédant à Mgr Reddington. Peter Jatau (1931-), ordonné en 1963, (à présent archevêque de Kaduna)  est le premier prêtre indigène du diocèse de Jos, suivi de Gabriel Ganaka qui fut ordonné en 1965. Au début du XXIe siècle, il y a plus d'une centaine de prêtres nigérians et un grand nombre de sœurs qui travaillent avec l'archevêque, Mgr Ignatius Kaigama.

### XXIesiècle
Le 18 mars 2014, le diocèse perd une partie de son territoire pour la création du nouveau diocèse de Pankshin (it) avec comme titulaire : Mgr Michael Gobal Gokum.

## Données statistiques
- Superficie : 12 496 km2
- Population : 980 810
  - Catholiques : 149 051
- Paroisses : 17
- Prêtres diocésains : 30
- Prêtres religieux 6;
- Religieuses : 7
- Séminaristes : 16
- Catéchistes : 728.

## Cathédrale
L’église paroissiale de Shendam, consacrée au Sacré-Cœur de Jésus devient la cathédrale du diocèse, du moment de l'érection du diocèse en 2007.